# 漢興郡
漢興郡，中国古代的郡。
汉灵帝中平六年（189年）分右扶風雍（今陕西省宝鸡市凤翔区南雍县故城遗址）、隃麋（今陕西省千阳县东）、杜陽（今陕西省麟游县西北）、陳倉（今陕西省宝鸡市东陈仓故城遗址）、汧（今陕西省陇县南）五縣設置漢安郡，郡治不詳。汉献帝建安十八年（213年）前改名漢興郡。建安十八年（213年）以後歸屬雍州管轄。曹魏代汉后，废入扶风郡。